# Miloš Šimončič
Miloš Šimončič (* 27. května 1987, v Nitře) je slovenský záložník v současnosti působící v SC Ritzing.

## Fotbalová kariéra
Svou fotbalovou kariéru začal v FC Nitra, kde se popracoval až do prvního mužstva. Ukazuje se jako velký příslib do budoucna. V roce 2014 přestoupil do SC Ritzing.